# Алгабас (Уланський район)
Алгаба́с (каз. Алғабас) — село у складі Уланського району Східноказахстанської області Казахстану. Входить до складу Бозанбайського сільського округу.
Населення — 363 особи (2021; 520 у 2009, 586 у 1999, 492 у 1989).
Національний склад станом на 1989 рік:
- казахи — 100 %